# The Spire
The Spire (la Guglia), chiamato anche Monumento della Luce, (in lingua irlandese An Túr Solais),  è una torre di acciaio situata in O'Connell Street a Dublino, alta 120 metri.

## Descrizione

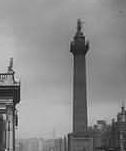
La colonna di Nelson si trovava sul sito della Guglia finché fu distrutta da una bomba nel 1966

Fu costruita a partire dal 18 dicembre 2002, su progetto della Ian Ritchie Architects, tuttavia i lavori ebbero un rallentamento a causa di problemi normativi legati al permesso di costruzione. È composta da un totale di 6 sezioni di 20 metri ciascuna che furono installati il 21 Gennaio 2003. Ha la forma di un cono allungato dal diametro di 3 metri alla base, che diminuisce fino a 15 centimetri alla sommità. Il motivo che si trova alla base dello Spire è basato su un campione di una roccia e sulla doppia elica del DNA. Oltre a far parte di un progetto di rivalutazione urbanistica della città voluto nel 1999, rappresenta anche la lotta per l'indipendenza dell'Irlanda tra irlandesi e inglesi. Prende vari nomi, come The monument of Light (monumento della luce), e i dublinesi l'hanno soprannominata in vari modi, come The Spike (Lo Spuntone). Fino al 1966, nel luogo in cui oggi possiamo ammirare il possente edificio "the Spire", era collocata la Nelson's Pillar, cioè una colonna raffigurante l'omonimo ammiraglio inglese che, però, fu poi distrutta da una bomba collocata da un membro dell'IRA.

## Contesto
Il monumento di Anna Livia venne installato per le celebrazioni del millennio di Dublino nel 1988. Negli anni '90 sono stati progettati dei piani per migliorare il paesaggio urbano. Il numero di alberi della zona, che aveva viste e monumenti eccessivamente coperti e oscurati, venne ridotto drasticamente. Le statue vennero pulite e in alcuni casi anche trasferite. I proprietari dei negozi dovettero sostituire la segnaletica in plastica e le facciate con disegni più accattivanti. Il traffico venne reindirizzato e il numero di corsie fu ridotto per rendere la zona più attraente per i pedoni. Il fulcro di questa rigenerazione doveva essere un monumento sostitutivo per la Nelson's Pillar, distrutta da una bomba. Lo Spire fu scelto tra un gran numero di progetti in una competizione internazionale presieduta dal Lord Mayor di Dublino, Joe Doyle. Il monumento di Anna Livia venne spostato per far posto alla Guglia nel 2001.
All'inizio The Spire incontrò qualche opposizione. I sostenitori la confrontano con altre strutture urbane inizialmente impopolari come la Torre Eiffel, mentre i detrattori si lamentano del fatto che la Guglia ha poca connessione architettonica o culturale con la città.

## Premi
Il monumento ha vinto i seguenti premi:
- 2003 British Construction Industry International Award finalist
- 2004 RIBA National Award & Stirling Prize shortlist
- 2005 Mies Van der Rohe Prize list

## Galleria d'immagini

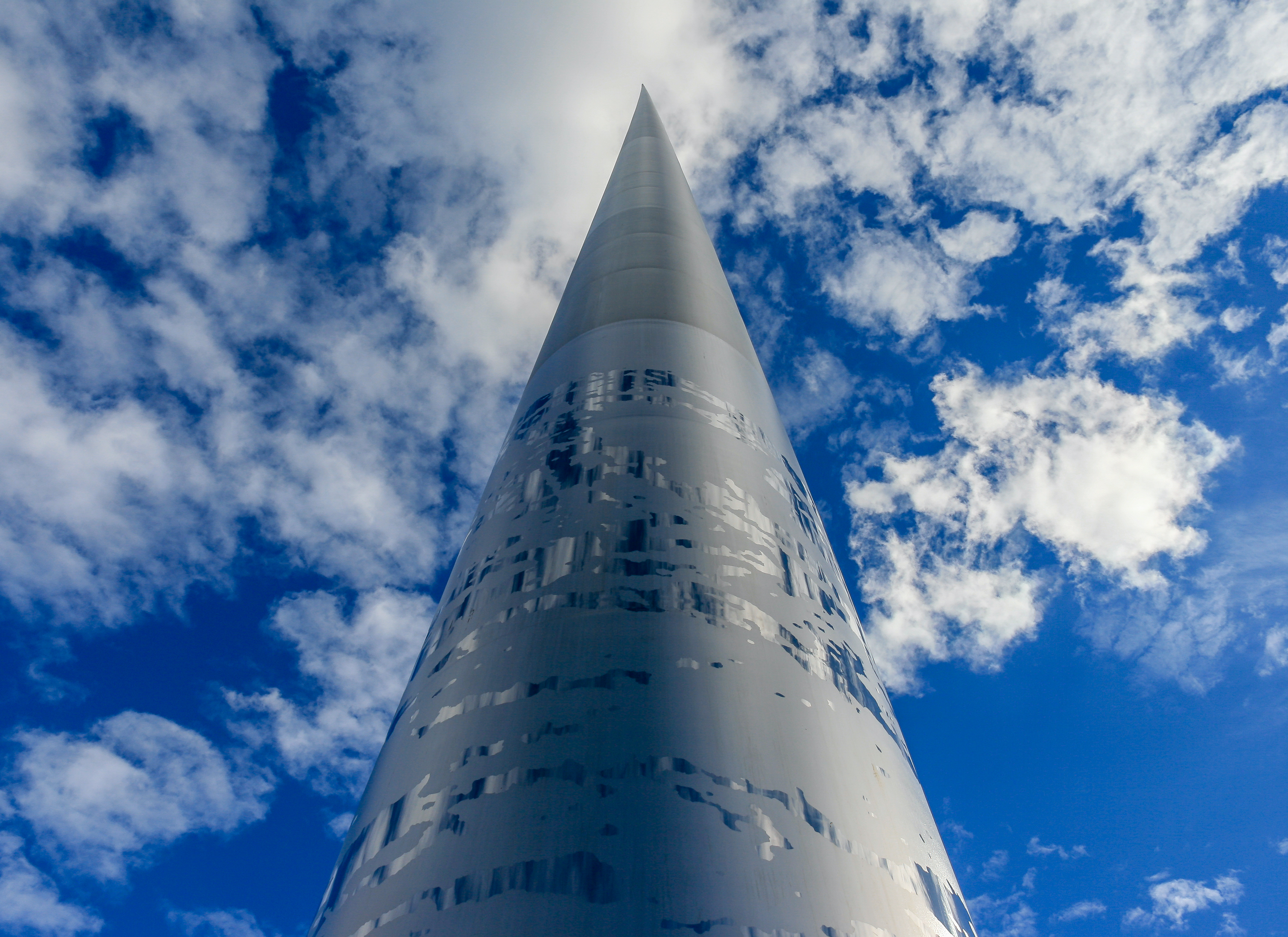
La guglia vista dal basso
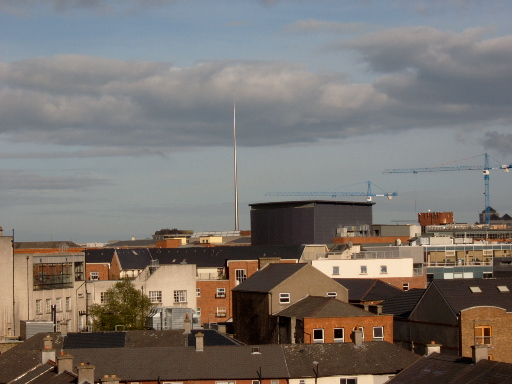
The Spire nel paesaggio urbano
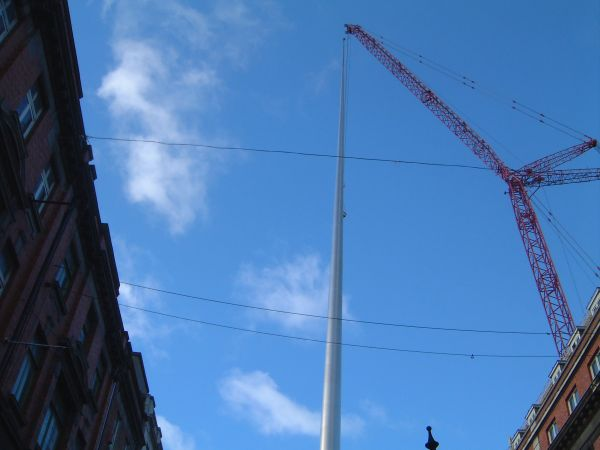
Costruzione nel 2003
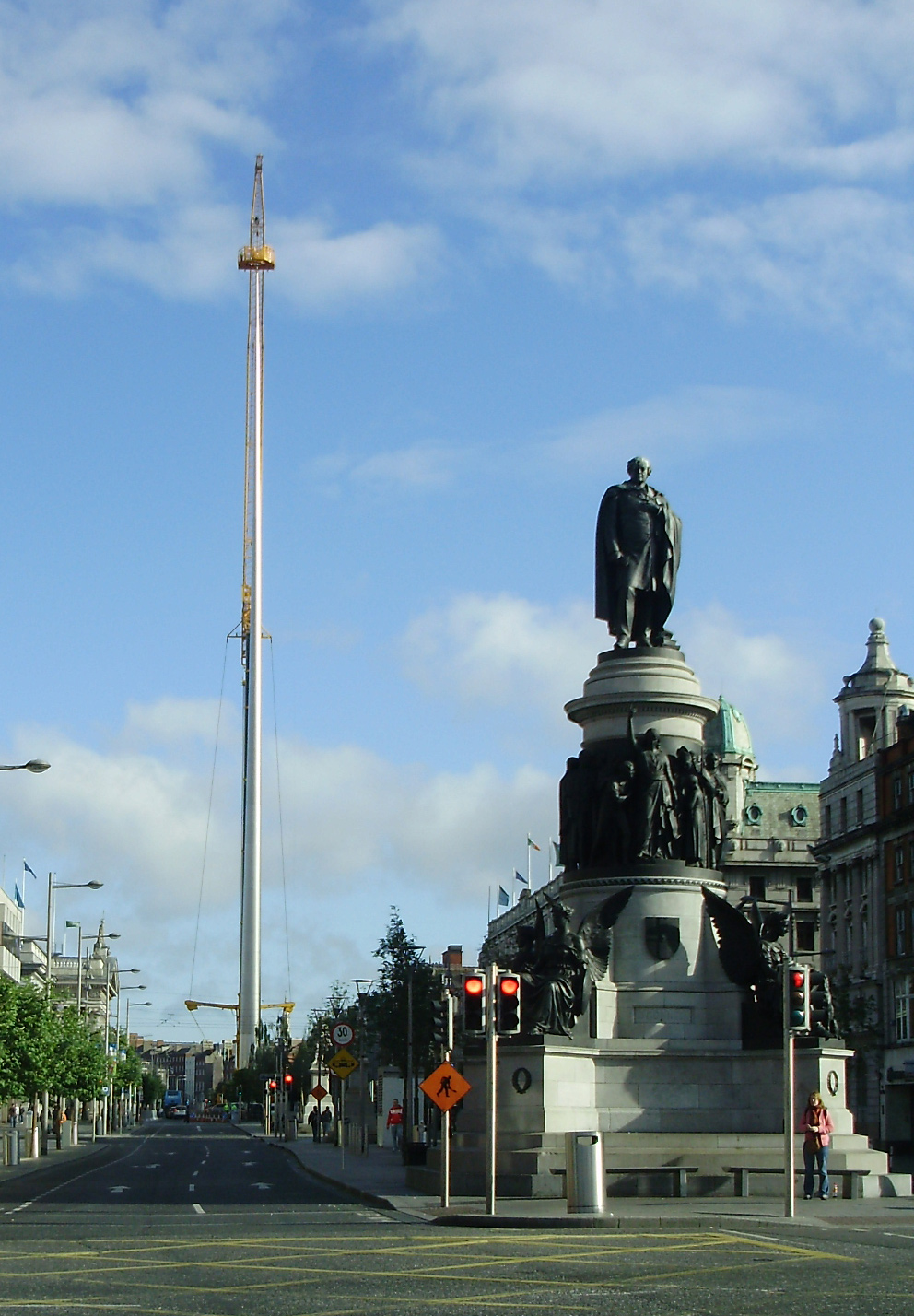
Manutenzione